# Veľká Franková
Veľká Franková és un poble i municipi d'Eslovàquia. Es troba a la regió de Prešov, al nord del país.

## Història
La primera referència escrita de la vila data del 1296.

## Demografia
| Godina             | 1994 | 2004   | 2014   | 2024   |
| ------------------ | ---- | ------ | ------ | ------ |
| Nombre de persones | 354  | 378    | 351    | 333    |
| Diferència         |      | +6,77% | −7,14% | −5,12% |

| Godina             | 2023 | 2024   |
| ------------------ | ---- | ------ |
| Nombre de persones | 335  | 333    |
| Diferència         |      | −0,59% |